# Charles Butler
Charles Butler (1571- 29 de março de 1647), às vezes chamado de Pai da Apicultura Inglesa, foi um inglês lógico, gramático, autor, sacerdote (Vigário de Wootton St Lawrence, perto de Basingstoke, Inglaterra), e um apicultor influente. Ele também foi um dos primeiros proponentes da reforma ortográfica inglesa. 
Butler nasceu em uma família pobre em Buckinghamshire, no sudeste da Inglaterra, mas tornou-se um menino-corista no Magdalen College, Oxford, aos oito anos. Com a idade de dez anos, ele se matriculou, tendo seu BA em 1584 e seu MA em 1587. Em 1593, Butler tornou-se Reitor de Nately Scures em Hampshire em 1593 e em 1595 tornou-se também Mestre na Holy Ghost School, Basingstoke. Ele renunciou para aceitar uma incumbência em Wootton St. Lawrence em 1600 e serviu naquele posto rural até sua morte em 29 de março de 1647. Ele foi enterrado em uma sepultura sem marca na capela-mor de sua igreja.